# Liste von Kunstwerken im öffentlichen Raum in Mülheim an der Ruhr
Die Liste von Kunstwerken im öffentlichen Raum in Mülheim an der Ruhr gibt einen Überblick über Kunst im öffentlichen Raum, unter anderem Skulpturen, Plastiken, Landmarken und andere Kunstwerke in Mülheim an der Ruhr. Es besteht kein Anspruch auf Vollständigkeit.
Über 300 Kunstwerke befinden sich in Mülheims öffentlichem Raum, 230 davon gehören der Stadt. Hiervon sind einige gefährdet, wegen des Metallwerts zerstört zu werden.

## Kunstwerke in Mülheim an der Ruhr
| Bezeichnung                                       | Standort                                                                                             | Koordinaten                     | errichtet   | Künstler                     | Anmerkungen | Bild                                       |
| ------------------------------------------------- | --- | ------------------------------- | ----------- | ---------------------------- | --- | ------------------------------------------ |
| Quellnymphe mit Reh                               | Speldorf Akazienallee 61, Solbad Raffelberg                                                          | 51° 26′ 21,5″ N, 6° 49′ 19,2″ O | 1909        | Ulfert Janssen               | Bronze. Im Gebäude befindet sich ein Immobilien-/ Architekturbüro, Öffnungszeiten beachten! |                                            |
| Wandmosaiken                                      | Speldorf Akazienallee 61, Solbad Raffelberg                                                          | 51° 26′ 21,5″ N, 6° 49′ 19,2″ O | 1909        | Wilhelm Köppen               | Mosaike mit Szenen aus der antiken Mythologie. |                                            |
| Tote beider Weltkriege                            | Speldorf Speldorfer Wald, Waldweg am Sportplatz Hochfelder Straße                                    | 51° 25′ 37,2″ N, 6° 49′ 32,9″ O | 1931        | Hermann Lickfeld             | Sandstein, Metall, Ehrenmal „Zum Gedenken an die Speldorfer Toten beider Weltkriege“ |                                            |
| Pionier-Denkmal                                   | Mitte am Wasserbahnhof                                                                               | 51° 25′ 21,2″ N, 6° 52′ 34,3″ O |             | Hermann Lickfeld             | Vom ehemaligen Denkmal am heutigen Platz der Deutschen Einheit blieb nur der Anker übrig. Dieser wurde in den Ruhranlagen aufgestellt. Ist aber jetzt auch weg. | Postkarte „Pionierdenkmal mit Rathausturm“ |
| Zusammenbrechender Krieger                        | Broich Am Großen Berg, Ehrenfriedhof, Uhlenhorst                                                     | 51° 24′ 44,3″ N, 6° 50′ 35,9″ O | 1933        | Hermann Lickfeld             | Bronze |                                            |
| Der Bogenschütze                                  | Mitte Luisental, Mülheimer Ruhranlagen                                                               | 51° 25′ 19,6″ N, 6° 52′ 37,8″ O |             | Hermann Lickfeld             | Bronze |                                            |
| Basilisk                                          | Mitte Giebelschmuck der Villa Schmitz-Scholl                                                         | 51° 25′ 34,6″ N, 6° 52′ 42,5″ O | 1890        | (Unbekannt)                  | Stuck |                                            |
| Wetterfahne                                       | Mitte Wetterfahne auf dem Dach Wasserbahnhof – Schleuseninsel der Ruhrtalstadt Mülheim Wasserbahnhof | 51° 25′ 34,6″ N, 6° 52′ 42,5″ O | 1990        | (Unbekannt)                  | Bronze – Zwei Fanfarenbläser mit dem Anti-Kriegs-Symbol „PEACE“ |                                            |
| Flora                                             | Mitte Ursprünglich Rosengarten im Catho-Wenzel-Park, heute als Replik im Schaufenster der Stadthalle | 51° 25′ 17,9″ N, 6° 53′ 2,1″ O  | 1920        | Richard Langer               | Original Bronze, geklaut; nachdem Replik aus Kunststoff zerstört wurde stehen nur noch Füße im Rosengarten |                                            |
| Anamorphosen                                      | Broich Kfar-Saba-Brücke                                                                              | 51° 25′ 41,7″ N, 6° 52′ 22,6″ O | 1992        | Werner Nekes                 | Auf der Brücke befindet sich der Schriftzug „Anamorphosen“. Ein Blick über das Geländer zeigt das Kunstwerk. Im Stahlkegel mit der grünen Fläche spiegelt sich ein Kleeblatt, im Stahlkegel mit der pink-gelben Fläche eine Nelke. |                                            |
| Brücke                                            | Broich Kfar-Saba-Brücke                                                                              | 51° 25′ 40,8″ N, 6° 52′ 21,6″ O | 1992        | Ernst Rasche                 | MüGa-Brücke mit zwei Edelstahlbögen als Portal. Diese zeigen in stilistischer Form den Umriss einer Burg und dem Rathausdach. Die Brücke wurde 1993 mit Besiegelung der Städtepartnerschaft in Kfar-Saba-Brücke umbenannt. |                                            |
| Drei Quadrate                                     | Broich Skulpturenpark Am Schloß Broich                                                               | 51° 25′ 39″ N, 6° 52′ 17″ O     | 1994        | Diethelm Koch                | Edelstahl |                                            |
| Kugelpendant                                      | Broich Skulpturenpark Am Schloß Broich                                                               | 51° 25′ 39″ N, 6° 52′ 19″ O     | 1982        | Heinz-Günter Prager          | Cortenstahl + Kugelstein an der Schlossmauer, perspektivische Plastik. |                                            |
| Rammbock                                          | Broich Skulpturenpark Am Schloß Broich                                                               | 51° 25′ 39″ N, 6° 52′ 20″ O     | 1982        | Keiji Uematsu                | Cortenstahl |                                            |
| 130 Grad Außen                                    | Broich Skulpturenpark Am Schloß Broich                                                               | 51° 25′ 39″ N, 6° 52′ 17″ O     | 1982        | Peter Könitz                 | Holz, Stahl |                                            |
| Haus des Schwans                                  | Broich Skulpturenpark Am Schloß Broich                                                               | 51° 25′ 40″ N, 6° 52′ 19″ O     | 1982        | Wolfgang Liesen              | Stahl. Da das bunkerförmige Kunstwerk oft mit einem Klohäuschen verwechselt wurde, ist der Eingang vegittert. Im Dach befinden sich Löcher, die nach dem Sternbild des Schwans angeordnet sind. Mittags, bei Sonnenschein, wird es an die Innenwand projektiert. |                                            |
| Mülheimer Gruppe                                  | Broich Theodor-Heuss-Platz, vor der Stadthalle                                                       | 51° 25′ 39″ N, 6° 52′ 26″ O     | 1992        | Robert Schad                 | Brunnenskulptur aus Vierkantrohren mit Wasserspiel, dass je nach Sonneneinstrahlung stärker oder schwächer wird. Die spitzen Zwei- und Dreibeine stellen übrigens Menschen im Gespräch dar und keine Folterinstrumente. |                                            |
| Reiherbrunnen                                     | Mitte Bachstr.                                                                                       | 51° 25′ 37,8″ N, 6° 53′ 0,2″ O  | 1962        | Herbert Kühn                 | Bronze |                                            |
| Türlaibungen / Türumrahmungen Brüder-Grimm-Schule | Styrum Zastrowstraße 19                                                                              | 51° 25′ 34,9″ N, 6° 52′ 53,9″ O | 1965        | Daniel Traub                 | Aufwändige Mosaikarbeit (Glaskeramik) – verschiedene Farben zur visuellen Kennzeichnung der Klassenräume – leider mussten die Kunstwerke wegen Geldmangels aufgrund von Sanierungsarbeiten im Jahr 2019 vernichtet werden. |                                            |
| Laternenanzünder                                  | Mitte Bachstr. / Friedrichstraße                                                                     | 51° 25′ 34,9″ N, 6° 52′ 53,9″ O |             | (Unbekannt)                  | Bronze, Denkmal für die letzte in Mülheim verbliebene Gaslaterne. |                                            |
| Aqua-Mobil                                        | Mitte Dieter-aus-dem-Siepen-Platz (Hauptbahnhof)                                                     | 51° 25′ 52,1″ N, 6° 53′ 7,3″ O  | 1984        | Gottfried Gruner             | Edelstahl |                                            |
| Brunnen                                           | Mitte Augenklinik, Wertgasse 30                                                                      | 51° 25′ 29″ N, 6° 52′ 59″ O     | 1993        | Dieter Magnus                | Stein, Edelstahl |                                            |
| Abstufungen / Graduations                         | Mitte Augenklinik, Wertgasse 30                                                                      | 51° 25′ 29″ N, 6° 53′ 1″ O      | 1985        | Ansgar Nierhoff              | Corten-Stahl |                                            |
| Brunnenskulptur                                   | Mitte Berliner Platz                                                                                 | 51° 25′ 34″ N, 6° 52′ 49″ O     | 1989        | Otto Almstadt                | Naturstein, Granit, Eichenholz. Die Skulptur nimmt Bezug zu einem der ältesten Handelswege, dem Hellweg. Sie stellt ein zurückgelassenes Gefährt mit Reifenpanne und Achsenschaden dar. |                                            |
| Regenbaum                                         | Mitte Kaiserplatz, Forum, Eingang Eppinghofer Str.                                                   | 51° 25′ 42,1″ N, 6° 53′ 6,1″ O  | 1986        | Otto-Georg Liebsch           | Edelstahl |                                            |
| Tote des Weltkrieges                              | Mitte Friedhofsweg, Altstadtfriedhof, Wiese                                                          | 51° 25′ 27,7″ N, 6° 53′ 9,4″ O  | 1968        | Gerhard Marcks               | Stein |                                            |
| Ohne Titel (Mahnmal)                              | Mitte Gleiwitzer Str., Jüdischer Friedhof                                                            | 51° 25′ 47,5″ N, 6° 54′ 10,2″ O | 1965        | Ernst Rasche                 | Blauer Granit. Übersetzung der hebräischen Inschrift: 1933 – 1945 / Zum Gedenken an unsere ermordeten Brüder und Schwestern von der Jüdischen Kultus Gemeinde Mülheim / Ruhr / Duisburg. Inschrift Sockel: Unseren Toten zur Ehre den Überlebenden zur Pflicht |                                            |
| Ehra mit Ball                                     | Saarn Düsseldorfer Str. / Holunderstr.                                                               | 51° 24′ 12,5″ N, 6° 52′ 42″ O   | 1955 / 1983 | Otto Pankok                  | Bronze. Vorbild für das Mädchen mit Ball war ein befreundetes Zigeunerkind aus der Nachbarschaft von Otto Pankoks Atelier in Düsseldorf Heinefeld. Die kleine Ehra kam 1940 in ein Konzentrationslager und zählte zu den wenigen Überlebenden. |                                            |
| Fohlengruppe                                      | Mitte Realschule Stadtmitte Oberstr. 92 / Ecke Von-Bock-Straße                                       | 51° 25′ 31,6″ N, 6° 53′ 40,6″ O | 1927        | Jupp Rübsam                  | Bronze. Zwei spielende Fohlen. Die Skulptur war nach ihrer Fertigstellung zuerst in der Ausstellung Deutsche Kunst im Kunstpalast Düsseldorf zu sehen, bevor sie 1928 am Eingang des ehemaligen Jungentrakts der Schule aufgestellt wurde. |                                            |
| Ohne Titel (Brunnen am Marktplatz)                | Mitte Ruhrstr. 34, Rathausmarkt                                                                      | 51° 25′ 45,8″ N, 6° 52′ 46,6″ O | 1988        | Ernst Rasche                 | Stein, Bronze |                                            |
| Lebensfreude                                      | Broich Schloßbrücke                                                                                  | 51° 25′ 36″ N, 6° 52′ 30,1″ O   | 1963        | Heinrich Adolfs              | Bronze |                                            |
| Ohne Titel                                        | Mitte Schloßstr., Stadtmitte                                                                         | 51° 25′ 43,8″ N, 6° 53′ 4″ O    | 1974        | Ernst Rasche                 | Granit. Platzgestaltung mit Brunnen, Kugel, unterschiedlich hoher Säulen und Pflastersteinen in verschiedenen Farben. Der Gesamteindruck des „begehbaren Reliefs“ zeigt sich allerdings nur von oben. |                                            |
| Stadtsäule                                        | Mitte Kurt-Schumacher-Platz, Stadtmitte                                                              | 51° 25′ 43,9″ N, 6° 53′ 4,1″ O  | 1986        | Wolfgang Liesen              | Bronze, Granit, Brunnen. Platzgestaltung mit Säule, Betonquadern und Wasserspiel. Auf der 5 Meter hohen Säule befinden sich bronzene Bildtafeln, die nicht nur Szenen aus der Stadtgeschichte zeigen. Dargestellt werden auch abstrakte Motive, der Mülheimer Sternenhimmel und weit entfernte Galaxien. | Einige Reliefs:                            |
| Metallplastik                                     | Styrum Schützenstr. 124 Eingangsbereich der Vallourec Deutschland GmbH                               | 51° 27′ 7,8″ N, 6° 52′ 22,4″ O  | 1966        | Lisa Merkel                  | Knäuelförmige Plastik aus Edelstahlrohren |                                            |
| Bergische Wildpferde                              | Saarn Saarnberg, Siedlung Stallmannshof                                                              | 51° 24′ 27,7″ N, 6° 51′ 46,8″ O | 1926        | Arnold Künne                 | Stein. Denkmal für die letzten Wildpferde, die bis 1830 hier frei umherliefen. |                                            |
| Rostvita                                          | Styrum Steinkampstr., Nähe Bahnhof MH-Styrum                                                         | 51° 26′ 56,3″ N, 6° 51′ 3,4″ O  | 1984        | Rolf Binder                  | Stahl. Gestiftet wurde es von den Mannesmannröhren-Werken zum 175-jährigen Stadtjubiläum. Die Rohre sind so miteinander verschlungen, dass sie zwei große M darstellen. Bezugnehmend auf das Logo von Mannesmann. |                                            |
| Esel                                              | Styrum Marktplatz                                                                                    | 51° 27′ 2,2″ N, 6° 51′ 23,8″ O  | 1965        | Herbert Kühn                 | Bronze. Figur eines frischgeborenen Eselchens bei den ersten Stehversuchen. |                                            |
| Hajek-Brunnen                                     | Mitte Synagogenplatz                                                                                 | 51° 25′ 45″ N, 6° 52′ 58″ O     | 1977        | Otto Herbert Hajek           | Platzgestaltung. Ebenerdig ist es ein bunter Brunnen mit Pflanzenkästen und Sitzecken. Von oben, z. B. aus dem Fenster der Stadtbibliothek im Medienhaus offenbart sich erst das Kunstwerk als Stadtansicht mit Häusern. |                                            |
| Sitzender Torso                                   | Broich Prinzeß-Luise-Straße 109                                                                      | 51° 25′ 14″ N, 6° 51′ 36″ O     | 1960        | Karl Prasse                  | Aluminium-Guss, Plinthe Lava-Basalt, 100 × 70 × 80 cm. Eine der letzten figurativen Darstellungen des Künstlers. |                                            |
| Liegender Torso                                   | Mitte Gemeindezentrum am Scharpenberg, Scharpenberg 1C                                               | 51° 25′ 21″ N, 6° 53′ 0″ O      | 1976        | Karl Prasse                  | Aluminium, Stein. Die Figur basiert auf einen älteren Entwurf aus den 1960er Jahren, bevor er sich davon abwandte. |                                            |
| Bewegung und Gegenbewegung                        | Broich Heinrich-Thöne-Volkshochschule, Bergstraße 1–3                                                | 51° 25′ 41″ N, 6° 52′ 20″ O     | 1979        | Karl Prasse                  | Aluminium auf Steinsockel |                                            |
| Eine Sonne für Mülheim                            | Heißen Gymnasium Heißen, Kleiststraße 50                                                             | 51° 25′ 39″ N, 6° 56′ 25″ O     | 1977/78     | Andreu Alfaro                | Doppelter Strahlenkranz aus einer großen Anzahl von Edelstahlstäben, die ungefähr mittig miteinander verbunden und aufgefächert sind. |                                            |
| Kinetische Freiplastik                            | Heißen Gymnasium Heißen, Kleiststraße 50                                                             | 51° 25′ 37″ N, 6° 56′ 26″ O     | 1982        | Karl Prasse                  | Windspiel aus Stahlblech |                                            |
| Kortum-Brunnen                                    | Mitte Petrikirche                                                                                    | 51° 25′ 36″ N, 6° 53′ 1″ O      | 1938        | Karl Ehlers                  | Bronze. Der Brunnen befindet sich am ehemaligen Standort des Geburtshauses von Carl Arnold Kortum. Er zeigt Szenen aus der Jobsiade, einem seiner bekanntesten Werke. |                                            |
| Von-Behring-Platz                                 | Holthausen Von-Behring-Platz                                                                         | 51° 24′ 58″ N, 6° 53′ 40″ O     | 2013        | Künstlergruppe „AnDer“ e. V. | Bruchsandstein, künstlerisch gestaltet. Platzgestaltung zu Ehren des Medizin-Nobelpreisträgers Emil von Behring. |                                            |
| Raumbeschreibung                                  | Mitte Grünfläche Ruhrstraße / Heinrich-Melzer-Straße                                                 | 51° 25′ 51″ N, 6° 52′ 37″ O     | 1983        | Peter Könitz                 | Stahl, die Skulptur wurde anlässlich der 175 Jahrfeier der Stadt von der Friedrich Wilhelms-Hütte aufgestellt. |                                            |
| Stadtansicht                                      | Mitte Rathausarkade, Friedrich-Ebert-Straße / Ecke Ruhrstraße                                        | 51° 25′ 42″ N, 6° 52′ 45″ O     | 1965        | Gustav Dahler                | Mosaik |                                            |
| Die Gießer                                        | Mitte Friedrich Wilhelms-Hütte, Friedrich-Ebert-Straße 125                                           | 51° 26′ 0″ N, 6° 52′ 36″ O      | 1950        | Willy Deus                   | Relief aus schmalen Stahlbändern von zwei Gießern bei der Arbeit |                                            |
| Berufsstände                                      | Mitte Eckfassade Schloßstraße 23–25                                                                  | 51° 25′ 40″ N, 6° 52′ 54″ O     | 1937        | Willy Deus                   | Sandstein. Skulpturen an der Eckfassade der prägenden Berufsstände Mülheims: Handwerker, Bauern und Müller (bzw. Ruhrschiffer, wie manche interpretieren). |                                            |
| Darstellung der Zünfte                            | Mitte Haus des Handwerks, Zunftmeisterstraße 26                                                      | 51° 25′ 53″ N, 6° 52′ 55″ O     | 1926        | Willy Deus                   | Sandstein. Türportal mit Zunftsymbolen, gekrönt von zwei Skulpturen. Links Albrecht Dürer, rechts Hans Sachs. |                                            |
| Skulptur                                          | Mitte Innenstadtpark Ruhranlagen                                                                     | 51° 25′ 32″ N, 6° 52′ 39″ O     | 1986        | Ernst Rasche                 | Roter Granit. Die Skulptur stand vorher am Eingangsbereich der Firma agiplan an der Zeppelinstraße. Die Skulptur wurde 2021 der Stadt Mülheim geschenkt. |                                            |
| Fährmann                                          | Mitte Innenstadtpark Ruhranlagen, zwischen Stadthafen und Schlossbrücke                              | 51° 25′ 39″ N, 6° 52′ 37″ O     |             | Marianne Kiesselbach         | Bronze. Die Skulptur stellt den Fährmann Hermann Scholl dar und stand vorher am Eingangsbereich der Firma Wissoll/Tengelmann. Die Skulptur wurde 2022 der Stadt Mülheim geschenkt. |                                            |
| Verfolgte des Nationalsozialismus mahnen          | Mitte Luisental / Innenstadtpark Ruhranlagen                                                         | 51° 25′ 14″ N, 6° 52′ 38″ O     | 1956        | Jupp Rübsam                  | Bronze. Mahnmal für die Zwangsarbeiter und Opfer des Nationalsozialismus 1933–1945. |                                            |
| Lachende Kaffeekanne                              | Speldorf Parkstadt Mülheim, ehemaliges Tengelmanngelände                                             | 51° 25′ 28″ N, 6° 51′ 5″ O      |             | Peter Behrens                | Bronze. Die „Lachende Kaffeekanne“ war das Logo der Supermarktkette Kaiser̟'s. Designt wurde sie von Peter Behrens. |                                            |
| Welwitschia                                       | Speldorf Parkstadt Mülheim, ehemaliges Tengelmanngelände                                             | 51° 25′ 30″ N, 6° 51′ 2″ O      | 2010        | Ariane von Mauerstetten      | Bronze. Künstlerische Darstellung einer Urzeit-Sukkulente aus Westafrika – Welwitschia mirabilis. |                                            |
| Zwischen den Zeilen                               | Styrum Willy-Brandt-Schule, Oberhausener Straße 208                                                  | 51° 27′ 16″ N, 6° 51′ 33″ O     | 1987/1988   | Timm Ulrichs                 | Beton, Bronze. |                                            |
| Wandbild (Ohne Titel)                             | Styrum Schloß Styrum, Moritzstraße                                                                   | 51° 26′ 37″ N, 6° 51′ 17″ O     | 1992        | Martin Goppelsröder          | Aluminium, Acrylfarbe. Abstraktes Wandbild auf vier Aluplatten an der Innenseite der Parkmauer |                                            |
| Fischermädchen                                    | Styrum Schloß Styrum, Moritzstraße                                                                   | 51° 26′ 36″ N, 6° 51′ 20″ O     | 1926        | Willy Deus                   | Betonguss. Fischermädchen mit kleinen Knaben, der unter dem Rock hervorkriecht. |                                            |
| Drei Kinder und Fische                            | Styrum Schloß Styrum, Moritzstraße                                                                   | 51° 26′ 37″ N, 6° 51′ 20″ O     | 1926        | Willy Deus                   | Zierbrunnen mit drei Kindern und Fischen am Treppenaufgang von Schloß Styrum. |                                            |
| Das Wasser                                        | Broich RWW-Hauptverwaltung, Am Schloß Broich 1–3                                                     | 51° 25′ 35″ N, 6° 52′ 28″ O     | 1929        | Willi Hoselmann              | Portalrelief aus Sandstein am Seiteneingang beim Parkplatz. Es zeigt die Nützlichkeit des Wassers. Es dient zum Löschen, zum Gießen von Pflanzen, zum Baden (Mittelfigur auch als Personifizierung der Ruhr aufzufassen), zum Spiel (kleines Kind mit Schiff), über ihm ein Wasservogel (Leben der Tierwelt), der Fluss spendet Trinkwasser (Frau am Brunnen), ist Energiespender (Wassermühle, Industrie). |                                            |